# Eetion elia
Eetion elia är en fjärilsart som beskrevs av William Chapman Hewitson 1866. Eetion elia ingår i släktet Eetion och familjen tjockhuvuden. Inga underarter finns listade i Catalogue of Life.